# Don Ho
Donald Tai Loy Ho (chino simplificado: 何大来, chino tradicional: 何大來, pinyin: Hé Dàlái; Honolulu, 13 de agosto de 1930-ibidem, 14 de abril de 2007) fue un cantante, compositor y actor estadounidense de ascendencia china. Es mejor conocido por su canción "Tiny Bubbles", del álbum de 1966 del mismo nombre.

## Biografía, primeros años, familia y educación
Ho era un cantante de ascendencia nativa hawaiana, china, portuguesa, holandesa y alemana. Nació en el pequeño barrio de Kaka ʻ ako en Honolulu, siendo hijo de Emily (Honey) Leimaile Silva y James Ah You Puao Ho, pero creció en Kāne ʻ ohe, en el lado de barlovento de la isla de O ʻ ahu.
Se graduó de la Escuela Kamehameha en 1949, y asistió al Springfield College con una beca de fútbol en 1950, pero regresó a casa para obtener una licenciatura en sociología en la Universidad de Hawái en 1953.

## Carrera
En 1954, Ho ingresó a la Fuerza Aérea de los EE. UU., realizando su entrenamiento primario en la Base Aérea de Columbus, Misisipi, y pasó un tiempo volando C-97 con el Servicio de Transporte Aéreo Militar. Tras ser trasladado a la Base Aérea de Travis, en California, fue a Concord, y compró un teclado electrónico en una tienda de música. Él comentó en numerosas ocasiones que "ahí fue cuando empezó todo".
Mientras estaba en el ejército, Ho viajó de un estado a otro con su joven familia hasta que lo llamaron desde casa para ayudar a su madre con el negocio del bar familiar, Honey's. Ho dejó la Fuerza Aérea en 1959 debido a que su madre enfermó, y comenzó a cantar en su club en Kaneohe. Honey's se convirtió en un punto importante para el entretenimiento local, y empezaron a acudir muchos militares de la Base Marina de Kaneohe. Ho siempre honró a los militares recordando sus propios años de servicio militar. En 1963, trasladó Kāne ʻ ohe Honey's a Waikīkī. Después de mucho éxito, el promotor Kimo Wilder McVay buscó a Don para que tocara en un club nocturno llamado Duke's, propiedad de Duke Kahanamoku, donde llamó la atención de los productores de la compañía discográfica.
Ho firmó originalmente con Reprise Records. Lanzó su álbum debut, The Don Ho Show!, en 1965, y comenzó a tocar en lugares de alto perfil en Las Vegas, Lake Tahoe y Nueva York. En 1966 lanzó su segundo álbum, una compilación en vivo llamada Don Ho – Again!, que se trazó a principios de ese año. A finales de 1966, Ho lanzó su canción más famosa, "Tiny Bubbles", que se ubicó en las listas de pop (#57 Billboard) y de música easy listening, y provocó que su álbum posterior, también llamado Tiny Bubbles, permaneciera en el Top 200 de álbumes durante casi un año.
En su espectáculo, Ho hacía bromas sobre haber sido enviado a mediados de la década de 1950 a la Base de la Fuerza Aérea Keesler, Misisipi, y ser hawaiano. A Don Ho le gustaba pedir que levantaran la mano los veteranos de la Segunda Guerra Mundial. Pediría que todos los supervivientes de Pearl Harbor se pusieran de pie. A los hombres del teatro europeo les decía: "Obtuvisteis vuestra gloria en las películas". Los veteranos del teatro del Pacífico fueron invitados al escenario para unirse a los bailarines de hula.
La música de Ho utilizaba arreglos pop típicos de los años 60, lo que significaba instrumentación ligera y órganos Hammond. Estaba en un buen momento para aprovechar la creciente popularidad del estado recién admitido como destino turístico durante aquella década debido a los viajes aéreos baratos y la popularidad de los bares Tiki. Además de turistas, a sus espectáculos también acudieron algunas celebridades.
Durante la segunda mitad de la década, surgió en Hawái un movimiento para producir formas de música más tradicionales, y sutilmente acusaron a Ho de estar demasiado comercializado y dirigido a los turistas. Sin embargo, su popularidad nunca se vio seriamente afectada y sus espectáculos siguieron siendo populares entre los turistas.
Pronto siguieron apariciones especiales en series de televisión como I Dream of Jeannie, The Brady Bunch, Sanford and Son, Batman, Charlie's Angels, McCloud y Fantasy Island. Aunque las ventas de su álbum alcanzaron su punto máximo a fines de la década de 1960, pudo conseguir tener su propio programa de variedades en ABC llamado The Don Ho Show, que se transmitía de lunes a viernes por la mañana. El programa duró desde octubre de 1976 a marzo de 1977
Su hija Hoku actuó con él en su espectáculo en Waikīkī, y en el año 2000 se convirtió en una artista reconocida a nivel nacional. En 2005, cantó una canción que se utilizó como parte de la banda sonora de la película directa a vídeo y DVD Aloha, Scooby-Doo!.

## Vida personal

### Familia
Ho se casó dos veces y tuvo un total de diez hijos con tres mujeres. Se casó por primera vez con su novia de la secundaria, Melva May Kolokea Wong, el 22 de noviembre de 1951, y tuvieron seis hijos juntos. Estuvieron casados durante 48 años, hasta el fallecimiento de Melva el 8 de junio de 1999.
Después de la muerte de Melva, Ho tuvo cuatro hijos más con dos relaciones posteriores. Vivió en su residencia de Diamond Head con sus hijos y sus madres. Sus hijos a menudo trabajaban con él, ya sea en el escenario, detrás del escenario o en sus negocios. Le encantaba trabajar con sus hijos, enseñándoles el mundo del entretenimiento.
En septiembre de 2006, Ho se casó con Haumea Hebenstreit, quien fue una asistente de producción en su espectáculo en el Waikīkī Beachcomber.
La siguiente es una lista con las relaciones y los hijos de Ho:
- Melva May Kolokea Wong[7] (17 de agosto de 1932 - 8 de junio de 1999) m. 22 de noviembre de 1951
  - Donald "Donnie" Ho, Jr. (28 de mayo de 1952 - 20 de marzo de 2010)[8]
  - Donalei Ho (nacido en 1953-1954)[9][10][11]
  - Dayna "Danna" Kolokea Ho-Henry (21 de febrero de 1955 - 11 de mayo de 2007)[7][9]
  - Dondi Kaleinani Ho-Costa (nacido en 1956-1957)[9][12][13]
  - Dorianne "Dori" Ho (nacida en 1957-1958)[9][14]
  - Dwight Ho, casado con Lydia Ho (nacida entre 1960 y 1961)[9][15]
- Elizabeth Guevara
  - Kea Ho [16]
  - Kealii Ho [17]
- Patricia Swallie
  - Hoku Ho Clements
  - Gracia Kaimana Ho
- Haumea Hebenstreit[14] m. Septiembre de 2006[2][18]

### Enfermedad y muerte
En 1995, a los 65 años, Ho sufrió un derrame cerebral leve, después del cual su salud comenzó a deteriorarse constantemente. En 2002, había desarrollado cardiomegalia, un agrandamiento del corazón, dejándolo con solo el 30% de la capacidad cardíaca normal. A pesar de su precaria salud, Ho siempre tuvo esperanza y resiliencia para encontrar una solución a sus problemas de salud. También continuó con sus actuaciones nocturnas haciendo algunas cambios, como cambiar su vaso de whisky, que mantenía siempre encima del piano durante los espectáculos, por jugo de piña.
A Ho le diagnosticaron miocardiopatía en 2005 y le implantaron un marcapasos. Ho siguió experimentando una serie de problemas después, incluido un episodio en el que su marcapasos dejó de funcionar durante un concierto. En otra ocasión, estaba haciendo reparaciones en el techo de su casa, cuando de repente, su corazón comenzó a acelerarse. Se puso en contacto con una empresa de biotecnología especializada en el tratamiento de enfermedades cardíacas con células madre adultas, trabajando en conjunto con el Dr. Shoa, cirujano cardíaco y pionero en el uso de células madre adultas para enfermedades cardíacas. El 6 de diciembre de 2005, Amit Patel y sus colegas cirujanos en Tailandia le inyectaron a Ho células madre derivadas de su propia sangre en el corazón. El tratamiento transcurrió sin incidentes, y se informó que su corazón volvería a funcionar al 75% de su capacidad. Más tarde, ese mismo mes, Ho dijo: "Me siento mucho mejor y estoy muy feliz de haber venido aquí para hacerlo". En relación con sus problemas de salud, comentó: "Había estado actuando como si tuviera 40 años durante años. Y luego, cuando todo esto sucedió, alguien me dijo: 'Tienes 75 años'. Todo el mundo envejece. ¿Por qué pensé que estaba exento?".
A Ho le instalaron un nuevo marcapasos el 16 de septiembre de 2006. El 14 de abril de 2007, murió en su apartamento de Waikīkī debido a una insuficiencia cardíaca. Fue incinerado y sus cenizas fueron esparcidas en el mar.
Desde la muerte de Ho, su patrimonio y sus propiedades han estado en el limbo debido a numerosos conflictos de gestión y cambios legales que ocurrieron mientras él luchaba por su salud mental y física.